# Andriano
Andriano (en allemand, Andrian) est une commune italienne d'environ 1 000 habitants située dans la province autonome de Bolzano dans la région du Trentin-Haut-Adige dans le nord-est de l'Italie.

## Répartition des langues
Selon le recensement de 2011, la plupart des habitants (90 %) parlent l'allemand comme langue maternelle, 9,5 % parlent l'italien nativement et 0,5 % le ladin.

## Langues
| Langues  | Nombres de locuteurs | %     |
| -------- | -------------------- | ----- |
| Allemand | 937                  | 89,96 |
| Italien  | 99                   | 9,53  |
| Ladin    | 6                    | 0,51  |

## Administration
| Période                                  | Période | Identité           | Étiquette              | Qualité |
| ---------------------------------------- | ------- | ------------------ | ---------------------- | ------- |
| 2005                                     | 2010    | Otto von Dellemann | Südtiroler Volkspartei |         |
| 2010                                     | 2015    | Roland Danay       | Südtiroler Volkspartei |         |
| Les données manquantes sont à compléter. |         |                    |                        |         |

### Communes limitrophes
Les communes limitrophes sont  Appiano sulla Strada del Vino, Nalles et Terlano.